# Károly Fatter
Károly Fatter (Budapest, 1896 – ...) è stato un allenatore di calcio e calciatore ungherese, di ruolo centrocampista.

## Carriera

### Calciatore
Da calciatore veste le maglie di Kispest, Padova e Varese.

### Allenatore
Comincia nell'Empoli per passare poi al Rovigo nel 1928 che grazie a lui vince il gruppo di Seconda Divisione, arrivando in una Prima Divisione declassata per la creazione del girone unico; viene premiata però come "Cadetto d'Italia" quale migliore squadra di terza serie. La stagione successiva è però sfortunata, il che costa a lui l'esonero ed alla squadra, a fine stagione, il 15º posto nel girone C, quindi nel 1930-1931 guida il Varese. In seguito pare che abbia allenato ad Aosta, Casablanca ed in Indonesia.

## Curiosità
Nel 1926 il Corriere dello Sport diede la notizia della sua morte; invece era all'ospedale per un'appendicectomia.

## Palmarès

### Allenatore

#### Competizioni nazionali
- Seconda Divisione: 1

Rovigo: 1928-1929